# Satu Nou, Harghita
Satu Nou (maghiară Homoródújfalu) este un sat în comuna Ocland din județul Harghita, Transilvania, România.

## Vezi și

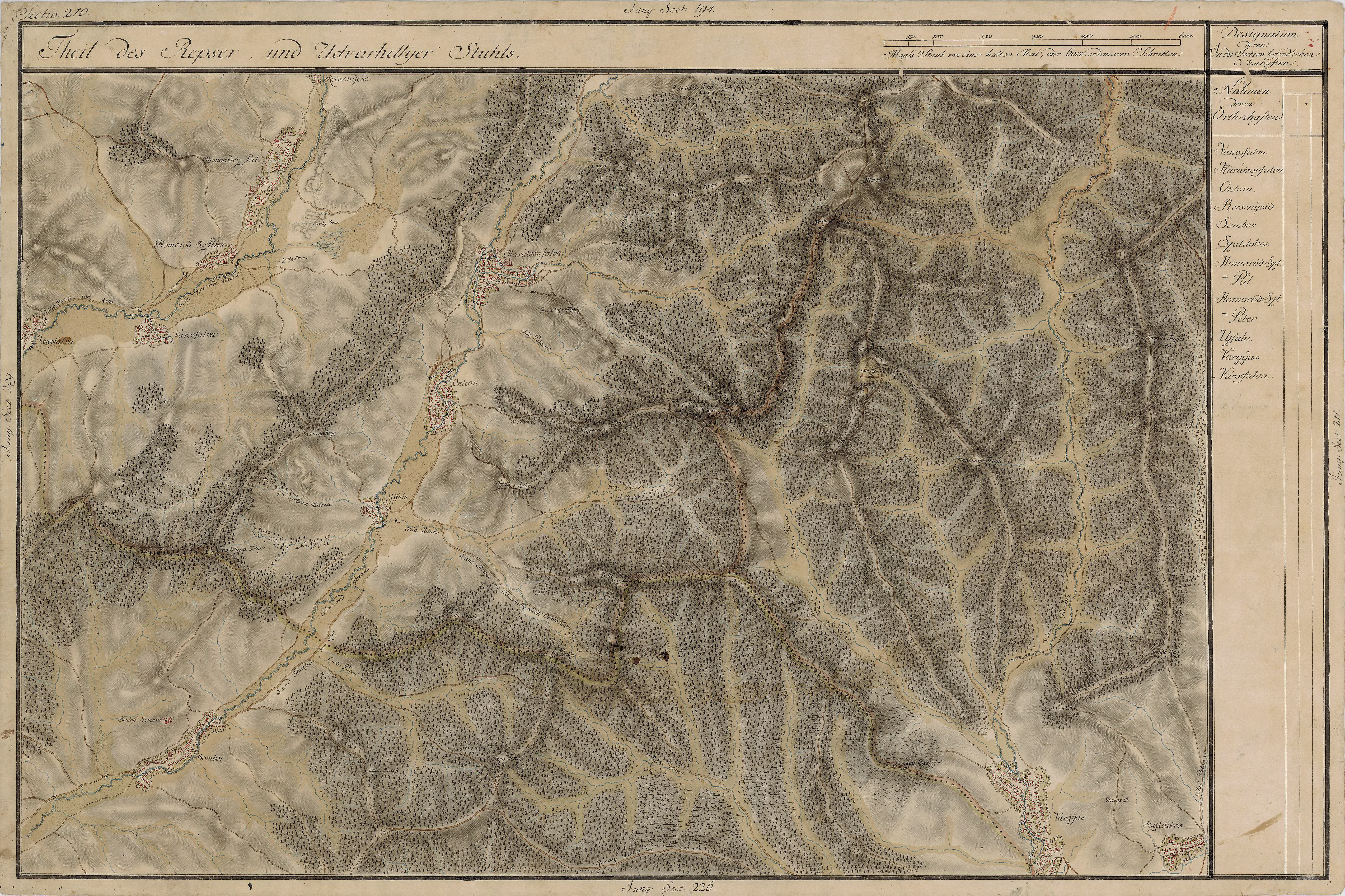
Satu Nou în Harta Iosefină a Transilvaniei, 1769-1773

- Biserica unitariană din Satu Nou

## Imagini

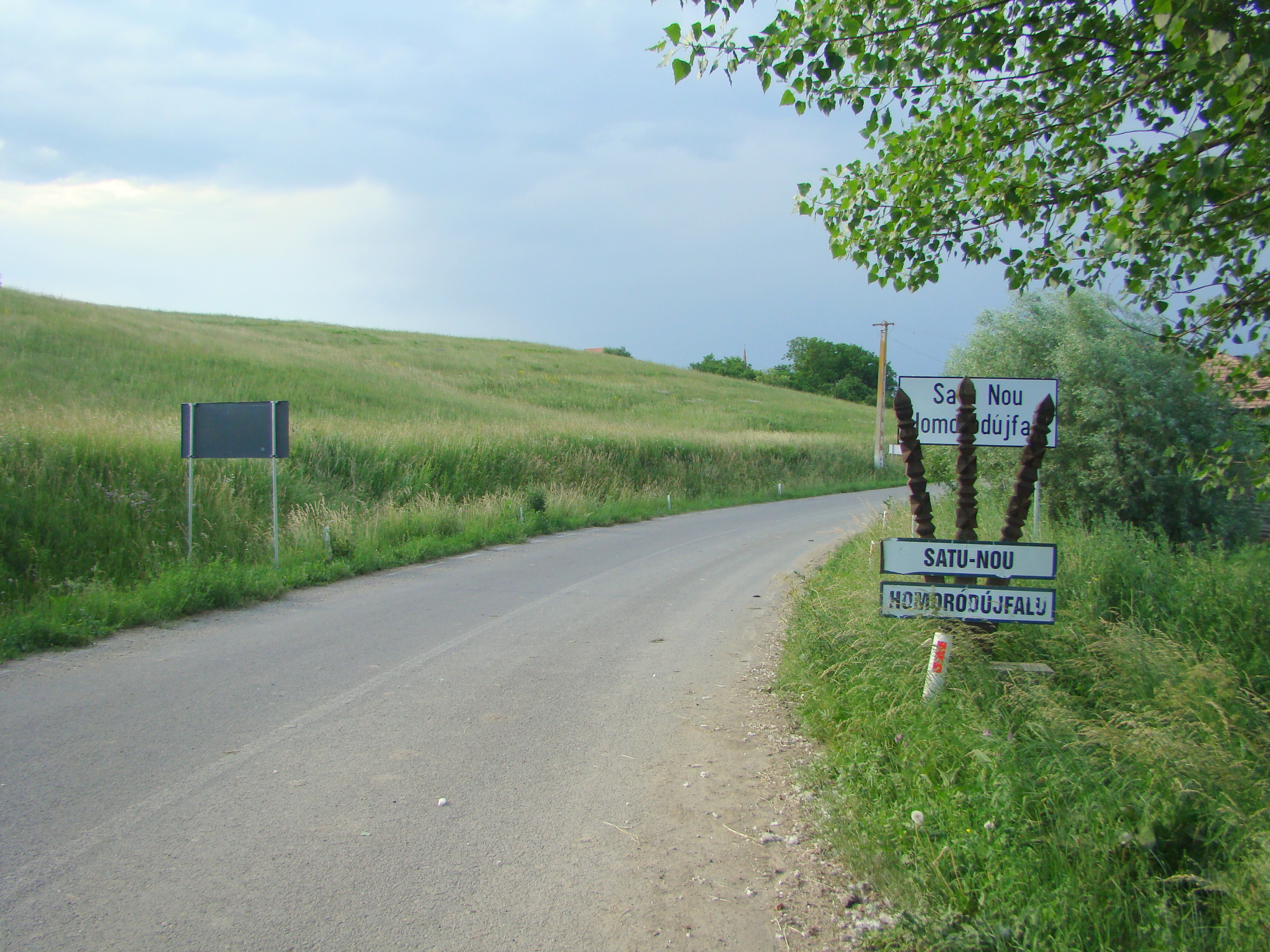
Intrarea în localitate
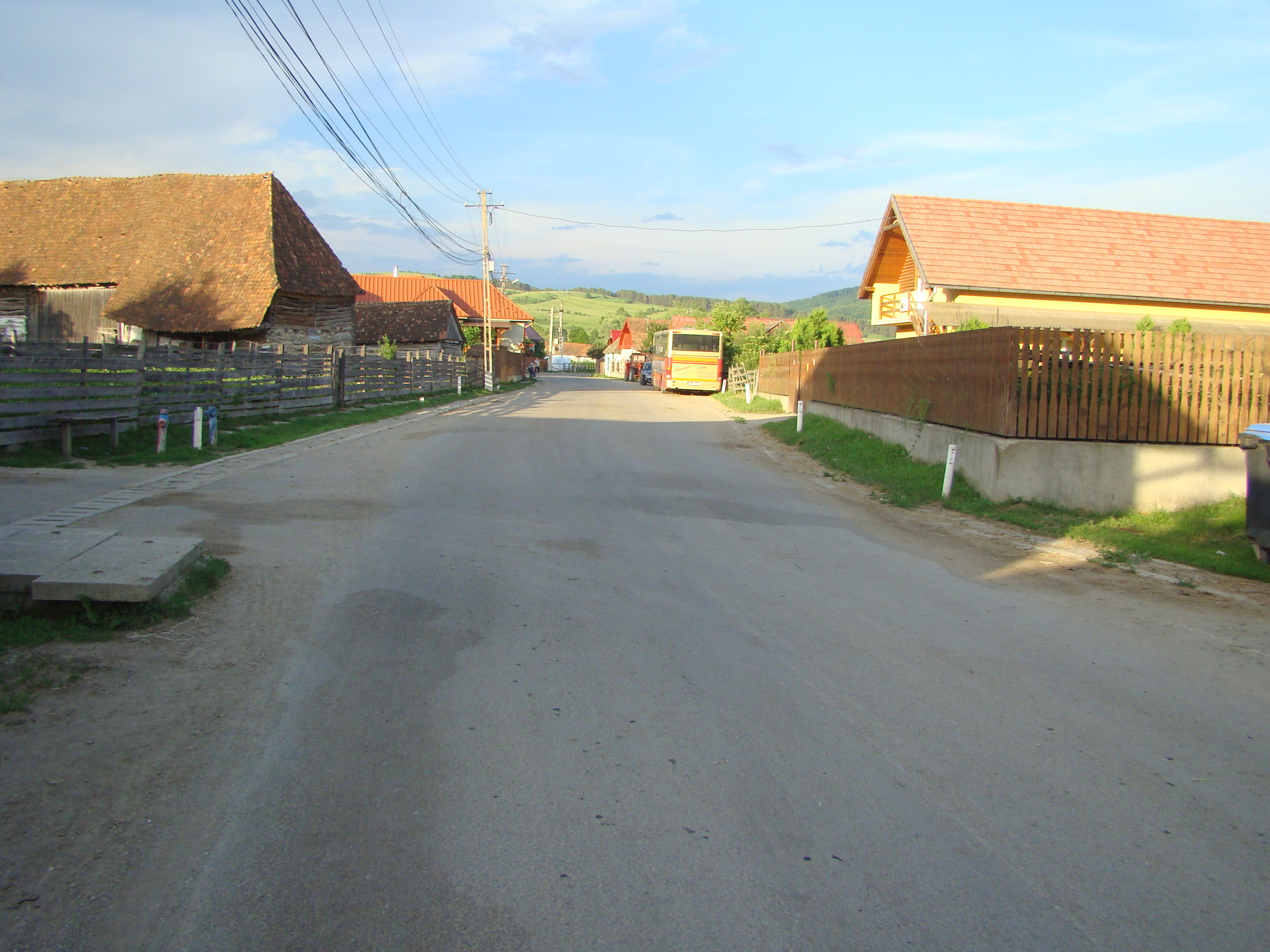
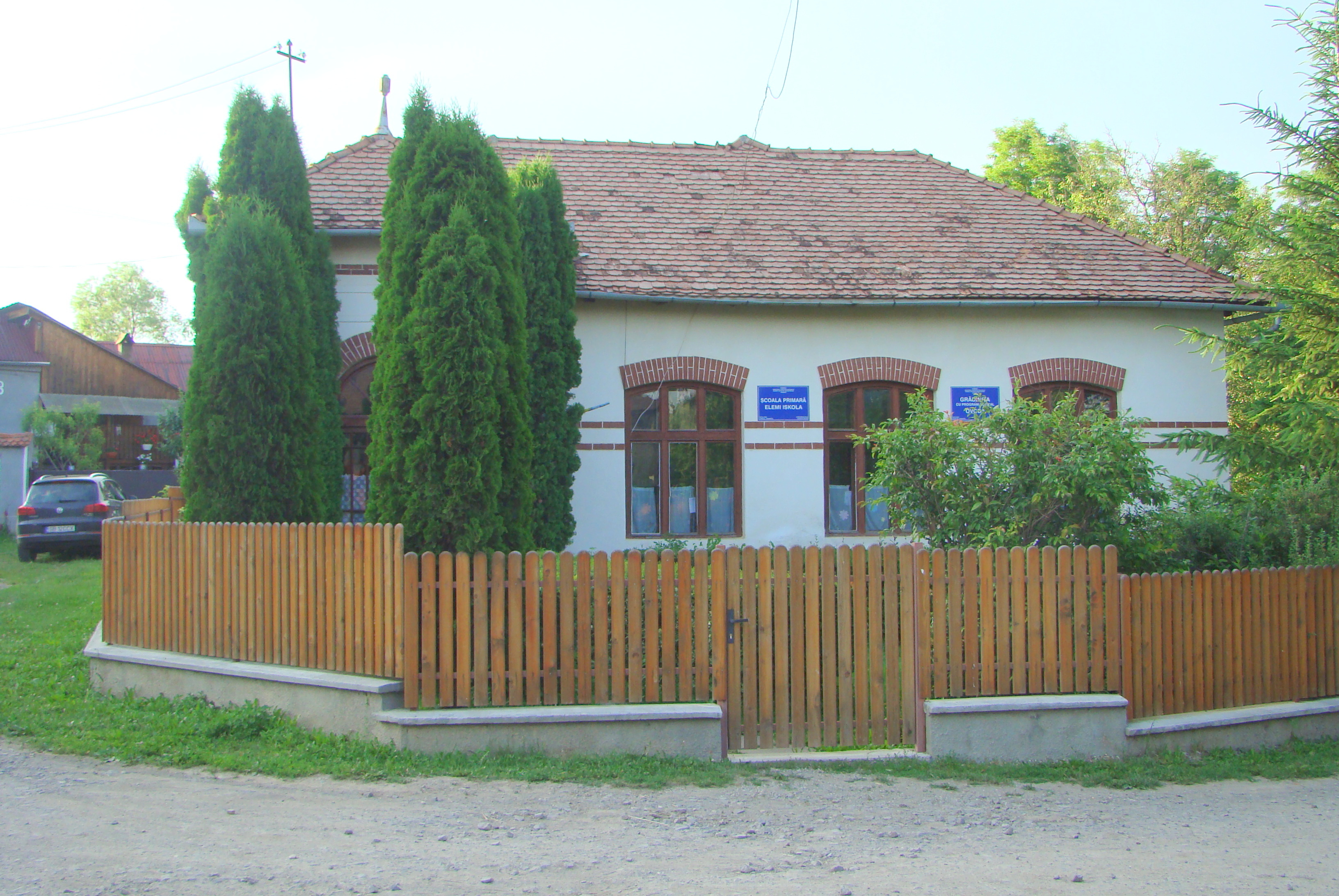
Școala
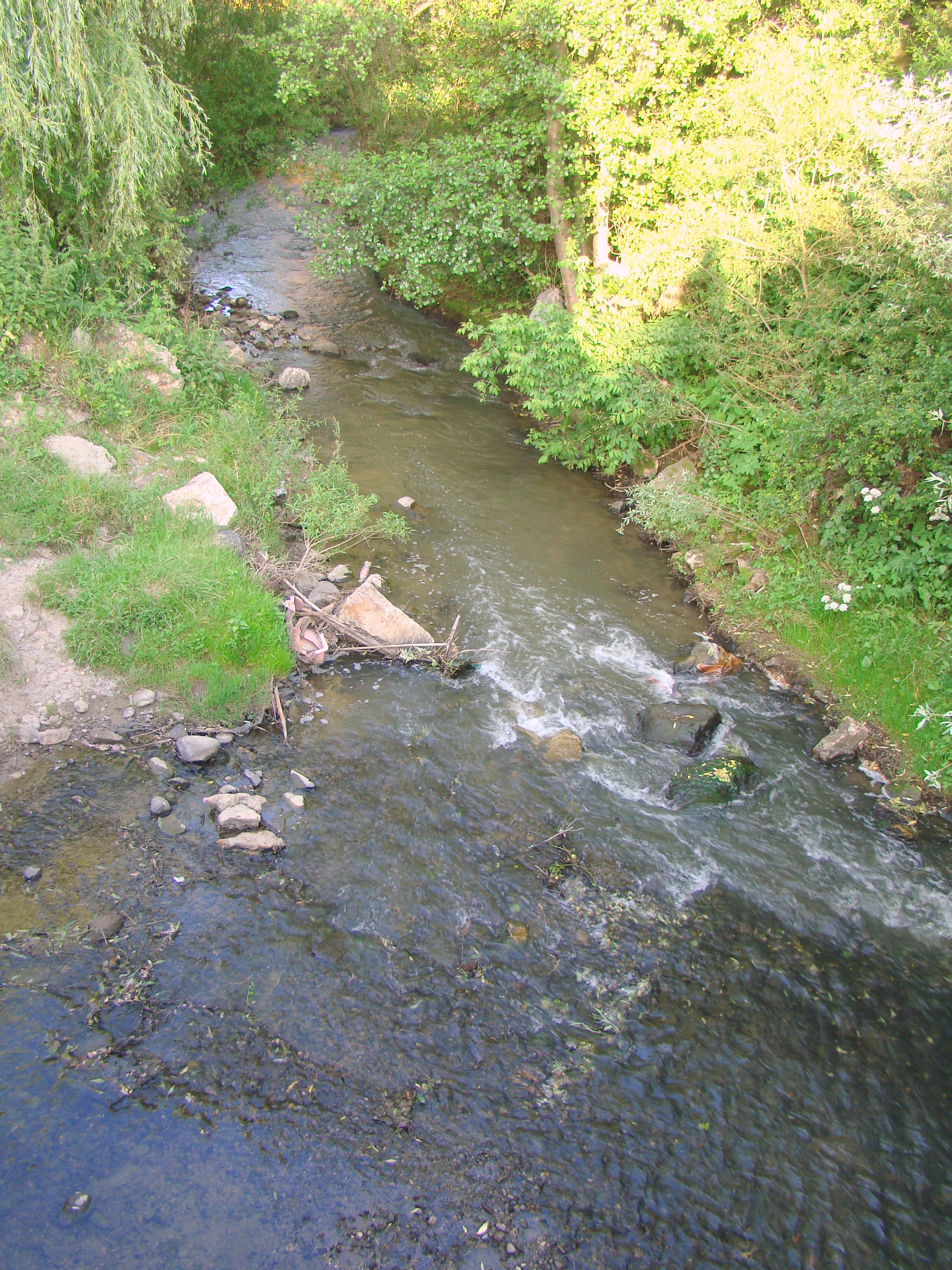
Râul Homorodul Mic
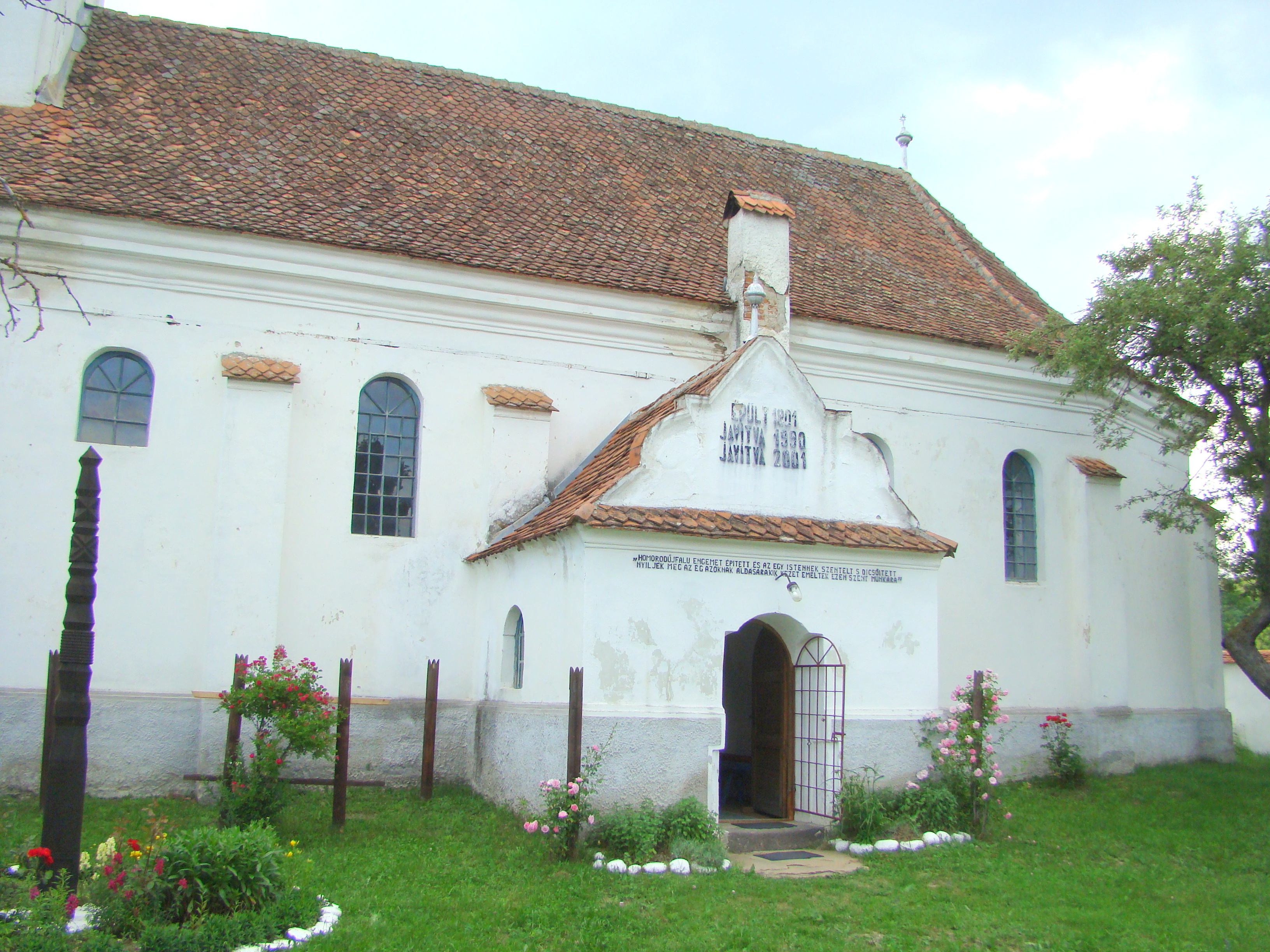
Biserica unitariană (monument istoric)
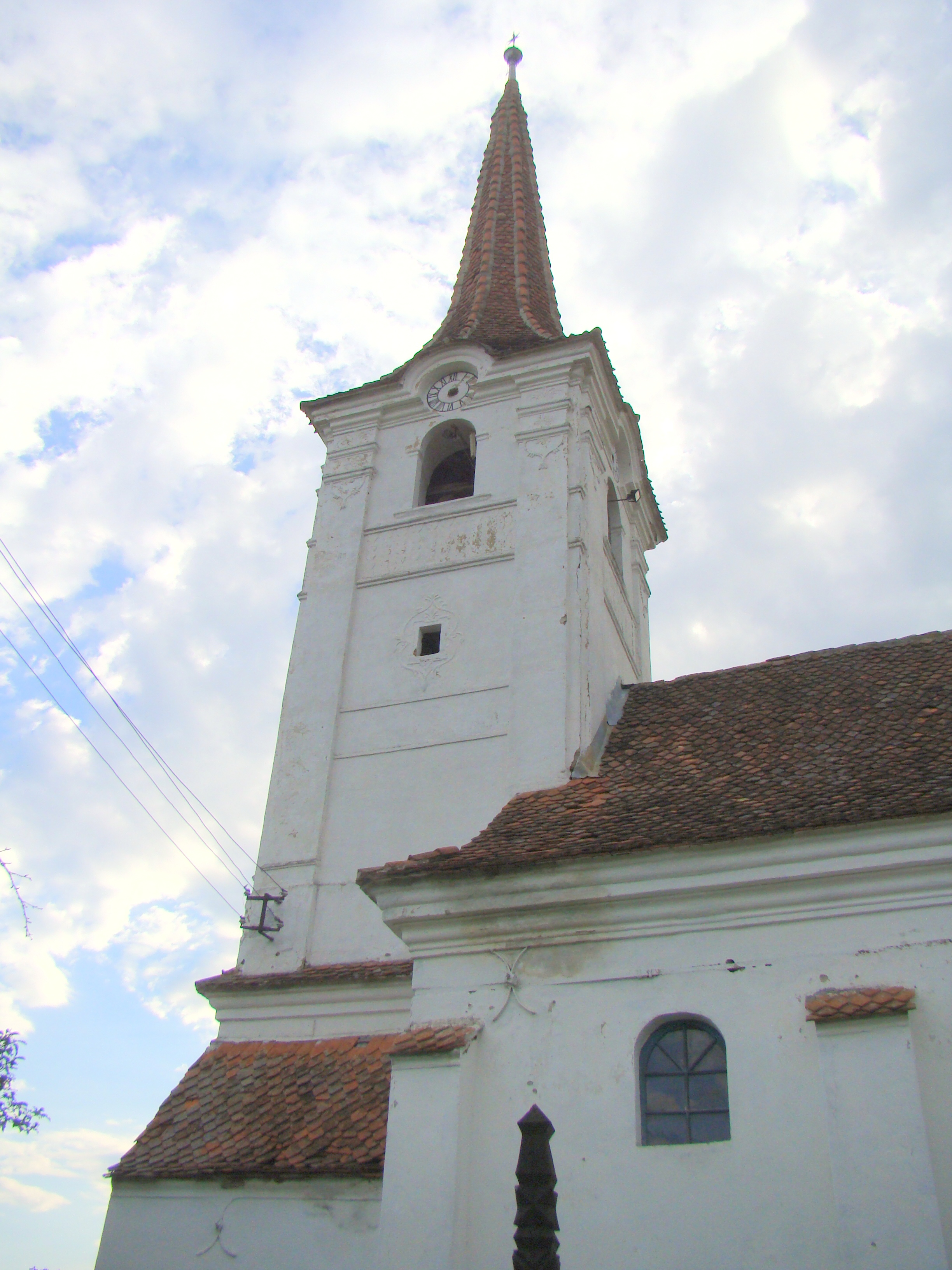
Turnul bisericii unitariene
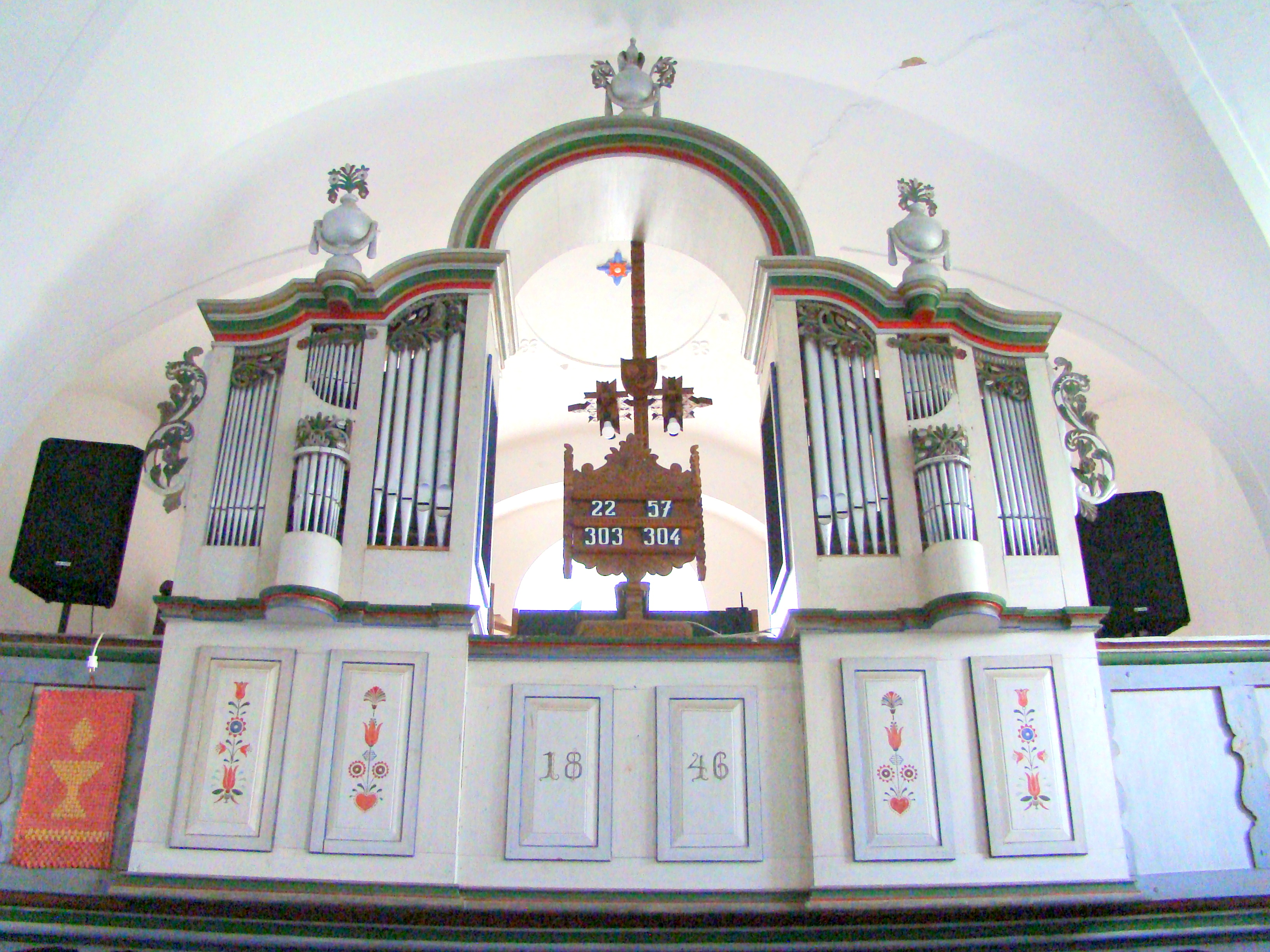
Orga bisericii unitariene
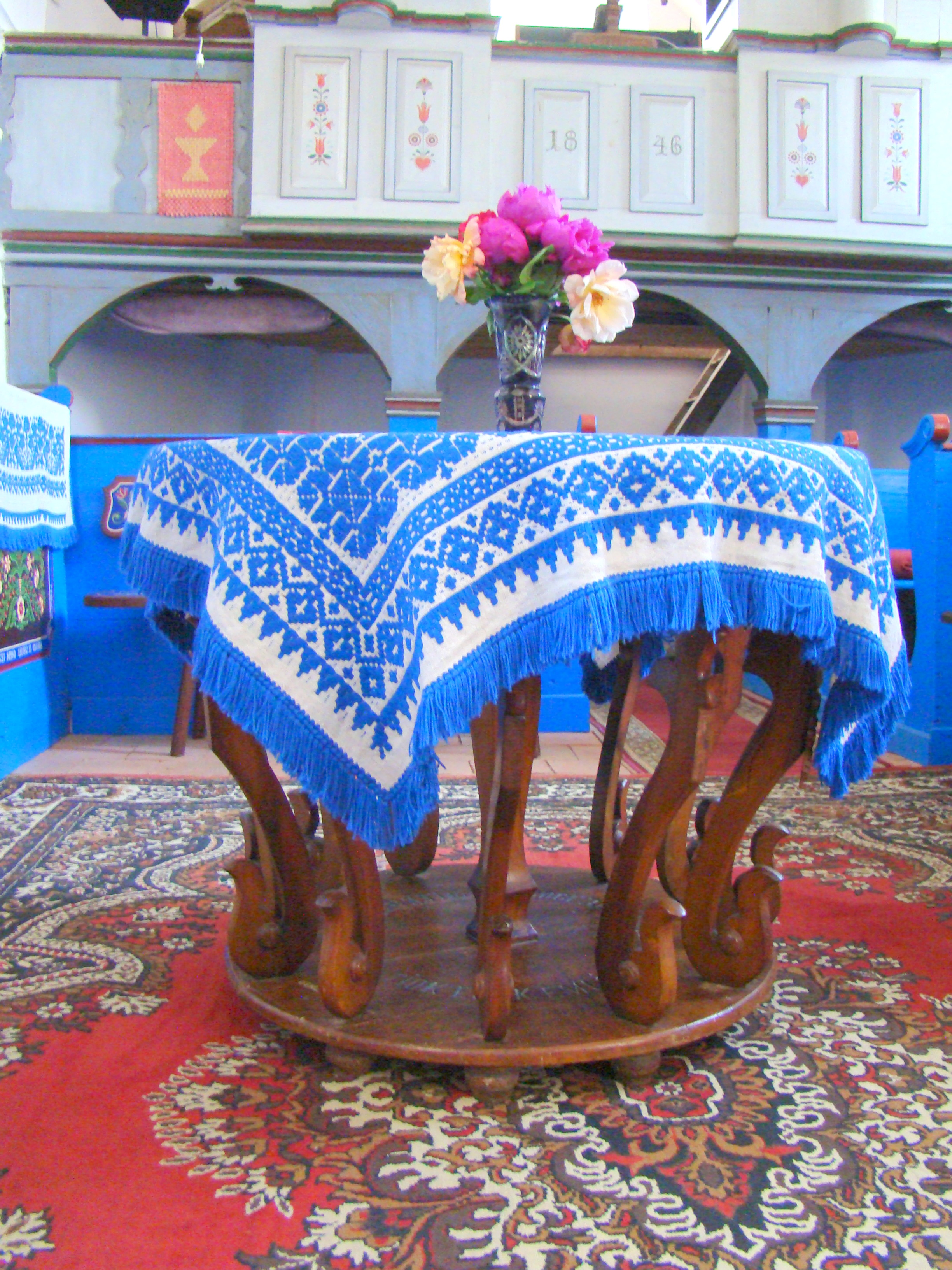
Masa Domnului

 Acest articol despre o localitate din județul Harghita este deocamdată un ciot. Puteți ajuta Wikipedia prin completarea lui.